# Rota Imperial da Comunidade de Madrid
A Rota Imperial da Comunidade de Madrid é um roteiro turístico promovido pelo Ministério da Cultura e Turismo desta região espanhola, que atravessa vários municípios da Serra de Guadarrama. Segue parcialmente a estrada histórica que levou ao mosteiro de El Escorial, usado no século XVI pelo rei Felipe II, em suas viagens da cidade de Madrid para o local real.
A Rota Imperial tem como núcleo central este monumento que, em 1984, foi declarado Patrimônio da Humanidade pela Unesco, juntamente com todo o Sítio Real. Esta se estende sobre os termos municipais de San Lorenzo de El Escorial e El Escorial, nos quais se encontram edifícios, obras de engenharia e jardins de grande valor histórico-artístico. Na primeira localidade destacam, além do Real Mosteiro, as Casas de Artesanato e a Casita del Infante (ou de cima) e, na segunda, a Casita del Príncipe (ou de baixo).
Este complexo monumental é complementado pela oferta turística oferecida por diferentes municípios perto do Mosteiro, pertencentes à região da Serra Oeste de Madrid e à bacia do Guadarrama. Constituem um patrimônio artístico modesto mas relevante e a existência de espaços naturais de grande interesse paisagístico e ambiental.[carece de fontes?]